# محمد عنز
محمد عنز (مواليد 14 مايو 1995 في الحسكة، سوريا) لاعب كرة قدم دولي سوري يجيد اللعب في مركز الوسط المحوري. يلعب حاليا لصالح الرفاع في الدوري البحريني الممتاز من 2021.

## المسيرة الرياضية

### الأندية
في 1 يوليو 2015 انضم عنز إلى الجزيرة السوري (درجة ممتازة). في موسمه الأول 2015\2016 وفي بطولة الدوري الممتاز احتل الجزيرة المركز التاسع الأخير في المجموعة الأولى برصيد 11 نقطة ولكنه لم يهبط بسبب إلغاء الهبوط في هذا الموسم.
في موسمه الثاني 2016-2017 وفي بطولة الدوري الممتاز احتل الجزيرة المركز الخامس عشر قبل الأخير برصيد 22 نقطة بفارق 11 نقطة عن منطقة الأمان وبالتالي هبوط الفريق إلى الدرجة الثانية. وفي بطولة كأس سوريا لم يحضر الجزيرة مباراته في الدور الثمن النهائي وتم اعتباره خاسرا من المحافظة 0-3.
في 1 يوليو 2017 انتقل عنز من الجزيرة إلى الجيش السوري (درجة ممتازة). في موسمه الأول 2017-2018 وفي بطولة الدوري الممتاز ساهم عنز في تتويج الجيش بالبطولة بعدما تصدر الجيش الترتيب برصيد 56 نقطة بفارق المواجهات المباشرة عن وصيفه الاتحاد ليحقق عنز أولى بطولاته الشخصية. وفي بطولة كأس سوريا ساهم عنز كذلك في تتويج الجيش بها بعدما تغلب في المباراة النهائية على الشرطة 2-0 ليحقق عنز ثاني بطولاته الشخصية. وفي بطولة كأس الاتحاد الآسيوي اكتفى الجيش باحتلال المركز الثالث في المجموعة الثانية برصيد 7 نقاط وبالتالي الخروج من دور المجموعات.
في موسمه الثاني 2018-2019 وفي بطولة كأس السوبر السوري ساهم عنز في تتويج الجيش بالبطولة بعدما تغلب على الاتحاد 1-0 ليحقق عنز ثالث بطولاته الشخصية. وفي بطولة الدوري الممتاز ساهم عنز في تتويج الجيش بالبطولة بعدما تصدر الترتيب برصيد 54 نقطة بفارق نقطة واحدة عن وصيفه تشرين ليحقق عنز رابع بطولاته الشخصية. وفي بطولة كأس سوريا ساهم عنز في وصول الجيش إلى الدور الربع النهائي حيث خسر من الطليعة بركلات الترجيح. وفي بطولة كأس العرب للأندية الأبطال خرج الجيش من المرحلة الأولى عندما خسر من المريخ السوداني 2-4 في مجموع المباراتين في الدور 32. وفي بطولة كأس الاتحاد الآسيوي ساهم عنز في وصول الجيش إلى الدور الربع النهائي حيث خسر من الجزيرة الأردني 3-4 في مجموع المباراتين بعدما كان متقدما في مباراة الذهاب بنتيجة 3-0.
في 1 يوليو 2019 انتقل عنز من الجيش إلى الصليبيخات الكويتي (درجة ثانية) في صفقة انتقال حر. في دوري الدرجة الثانية ساهم عنز في حصد الصليبيخات 5 نقاط من 3 مباريات. في 30 سبتمبر 2019 تم فسخ العقد بينهما.
في 1 أكتوبر 2019 انتقل عنز من الصليبيخات إلى الاتحاد السوري (درجة ممتازة) في صفقة انتقال حر. في موسمه الأول 2019-2020 وفي بطولة الدوري الممتاز ساهم عنز في احتلال الاتحاد المركز السادس برصيد 43 نقطة. وفي بطولة كأس سوريا ساهم عنز في وصول الاتحاد إلى الدور الربع النهائي عندما خسر من الساحل بركلات الترجيح.
في موسمه الثاني 2020-2021 وفي بطولة الدوري الممتاز ساهم عنز في احتلال الاتحاد المركز الثامن برصيد 29 نقطة. وفي بطولة كأس سوريا ساهم عنز في وصول الاتحاد إلى الدور النصف النهائي حيث خسر من حطين بركلات الترجيح.
في 23 يوليو 2021 انتقل عنز من الاتحاد إلى حطين السوري (درجة ممتازة) في صفقة انتقال حر. في 8 أغسطس 2021 تم فسخ العقد بين الطرفين بسبب وصول عرض للاحتراف الخارجي.
في 16 أغسطس 2021 انتقل من حطين إلى الرفاع البحريني (درجة ممتازة) في صفقة انتقال حر.

### المنتخبات
شارك عنز مع منتخب سوريا تحت 23 سنة في المجموعة الرابعة في بطولة آسيا تحت 23 سنة لكرة القدم 2018 حيث لعب أساسيا أمام أستراليا التي انتهت بالخسارة 1-3 وكوريا الجنوبية التي انتهت بالتعادل 0-0 وفي المباراة الثالثة أمام فيتنام دخل بديلا وانتهت المباراة بالتعادل 0-0 ليحتل سوريا المركز الرابع الأخير ويخرج من دور المجموعات.
شارك عنز في مسابقة كرة القدم في دورة الألعاب الآسيوية 2018 حيث ساهم في وصول سوريا إلى الدور الربع النهائي حيث خسر من فيتنام 0-1 في الوقت الإضافي. وكان عنز لعب جميع مباريات سوريا الخمسة في البطولة.
في 2 أغسطس 2019 شارك عنز في أول مباراة دولية له مع سوريا وكانت أمام لبنان في بطولة بطولة اتحاد غرب آسيا لكرة القدم 2019 التي انتهت بخسارة سوريا 1-2. وفي هذه البطولة شارك عنز في جميع مباريات سوريا حيث احتل سوريا في نهاية المطاف المركز الخامس الأخير برصيد نقطتين وبالتالي خرج من دور المجموعات.
وفي الدور الثاني من تصفيات كأس العالم 2022 (آسيا) شارك عنز في 4 مباريات من أصل 8 ليساهم في تصدر سوريا المجموعة الأولى برصيد 21 نقطة وبالتالي التأهل إلى الدور الثالث.

## الإنجازات

### الأندية
- الجيش
  - الدوري السوري الممتاز (2): 2017–18 ، 2018–19
  - كأس سوريا (1): 2017–18
  - كأس السوبر السوري (1): 2018